# Medalla d'Or al Mèrit Cultural, Científic, Cívic o Esportiu de la Ciutat de Barcelona
La Medalla d'Or al Mèrit Cultural, Científic, Cívic o Esportiu és una distinció atorgada per l'Ajuntament de Barcelona per distingir la trajectòria de persones o entitats que han treballat en favor de la ciutat de Barcelona. Reconeixen la qualitat de l'obra feta per aquests ciutadans i ciutadanes en les diverses branques de la cultura, les ciències, el civisme o l'esport.
Va ser creada l'any 1952 sota la denominació de Medalla al Mèrit Científic o Artístic, i redenominada l'any 1997 com Medalla al Mèrit Artístic i Científic.
L'any 2012, L'Ajuntament de Barcelona va reformar la normativa que afectava les distincions i medalles existents i va regular la creació de quatre categories de distincions:
- Medalla d'Or de la Ciutat de Barcelona, és la màxima distinció que té per objecte distingir persones físiques o jurídiques, nacionals o estrangeres, que hagin destacat pels seus extraordinaris mèrits personals o per haver prestat serveis rellevants a la ciutat.

- Medalla d'Or al Mèrit Cultural, Científic, Cívic o Esportiu, és un reconeixement a la trajectòria de persones o entitats que han treballat en favor de la ciutat de Barcelona. Reconeixen la qualitat de l'obra feta per aquests ciutadans i ciutadanes en les diverses branques de la cultura, les ciències, el civisme o l'esport.

- Medalla d'Honor de Barcelona és una distinció a aquelles persones, físiques o jurídiques, nacionals o estrangeres, que hagin destacat en la defensa de la ciutat, així com en la defensa de les virtuts i valors cívics. Els guardonats ho són per la seva trajectòria i també com a símbol i com a representants d'una ciutadania compromesa amb els valors de la solidaritat, la convivència, el desenvolupament sostenible, el diàleg i la cultura de la pau.

- Títol honorífic d'Amic o d'Amiga de Barcelona, té per objecte distingir aquelles persones físiques o jurídiques, estrangeres o de nacionalitat espanyola amb residència fixa a l'estranger, que per les seves activitats hagin afavorit notablement els interessos generals de Barcelona, o destacat notòriament en defensa d'aquests interessos.

## Descripció
La medalla està encunyada segons el disseny original de Frederic Marès i portaran gravat el nom dels guardonats i la data d'aprovació per part del Consell Plenari.
Juntament amb la Medalla, les persones guardonades rebran un diploma acreditatiu i un botó o agulla de solapa.
S'atorguen per acord del Plenari del Consell Municipal.
Es concediran fins a setze medalles a l'any en funció de les propostes presentades.